# Chino y Nacho
Chino y Nacho ist ein venezolanisches Musikduo, welches im Pop, Tropical, Urban und Reggaetón vertreten ist. Es besteht aus Chino (bürgerlich Jesús Alberto Miranda Pérez) und Nacho (bürgerlich Miguel Ignacio Mendoza Donatti) und existierte von 2007 bis 2017. Drei Jahre nach der Trennung kam es 2020 zum Comeback.

## Geschichte
Das Duo ist bekannt als The Mackediches. Sie arbeiteten mit verschiedenen Gruppen ihrer Heimat zusammen, die bekannteste darunter war Calle Ciega. Anschließend entschieden sie sich als Duo zusammenzuarbeiten. Sie stellten sich diversen, renommierten, puerto-ricanischen Musikproduzenten wie Richy Peña, Eliel, Noriega vor, um den Grundstein für ihr Bekanntwerden im internationalen Musikgeschäft zu legen. Seitdem richtete der Sänger Don Omar seine Aufmerksamkeit auf junge Menschen, sogenannte „mackediches“ (spanische, umgangssprachliche Bezeichnung für Menschen, die auf sich aufmerksam machen, etwas sagen und sich mitteilen wollen) und entschied sich dazu, diese als „Pate“ in den ersten Monate ihrer Musikkarriere zu unterstützen und zu fördern.
Nachdem man sie im Radio mit Erfolgstiteln wie Ese hombre soy yo, Voy a caer en la tentación oder Vagabundo de amor hören konnte, stellten Chino y Nacho im Jahr 2008 ihr erstes eigenes Album, Época de Reyes, vor. Mit dem Reggaetón wurden sie bekannt, jedoch reichte ihre Vielseitigkeit bis in andere Genres wie z. B. Dancehall, Bachata, Balladen oder Salsa.
Im Februar 2017 trennte sich das Duo und verfolgt seitdem Soloprojekte.

## Diskografie

### Alben
| Jahr | Titel             | Höchstplatzierung, Gesamtwochen, AuszeichnungChartplatzierungen (Jahr, Titel, Platzierungen, Wochen, Auszeichnungen, Anmerkungen) | Höchstplatzierung, Gesamtwochen, AuszeichnungChartplatzierungen (Jahr, Titel, Platzierungen, Wochen, Auszeichnungen, Anmerkungen) | Anmerkungen                            |
| Jahr | Titel             | US | Latin | Anmerkungen                            |
| ---- | ----------------- | --- | --- | -------------------------------------- |
| 2010 | Mi Nina Bonita    | — | Latin4 Gold · (78 Wo.)Latin | Erstveröffentlichung: 6. April 2010    |
| 2011 | Supremo           | US130 (1 Wo.)US | Latin1 (24 Wo.)Latin | Erstveröffentlichung: 18. Oktober 2011 |
| 2013 | Supremo: Reloaded | — | Latin42 (2 Wo.)Latin | EP                                     |
| 2015 | Radio Universo    | — | Latin10 (4 Wo.)Latin | Erstveröffentlichung: 5. Mai 2015      |

Weitere Alben
- 2008: Época de Reyes
- 2010: Mi Niña Bonita: Reloaded

### Singles
| Jahr | Titel Album                              | Höchstplatzierung, Gesamtwochen, AuszeichnungChartsChartplatzierungen (Jahr, Titel, Album, Platzierungen, Wochen, Auszeichnungen, Anmerkungen) | Anmerkungen                                                                      |
| Jahr | Titel Album                              | Latin | Anmerkungen                                                                      |
| ---- | ---------------------------------------- | --- | -------------------------------------------------------------------------------- |
| 2010 | Nina Bonita Mi Nina Bonita               | Latin1 (35 Wo.)Latin |                                                                                  |
| 2011 | Tu Angelito –                            | Latin10 (20 Wo.)Latin |                                                                                  |
| 2011 | El Poeta Supremo                         | Latin8 (19 Wo.)Latin |                                                                                  |
| 2012 | Bebe Bonita Supremo                      | Latin1 (20 Wo.)Latin | feat. Jay Sean                                                                   |
| 2012 | Regalame Un Muack Supremo                | Latin27 (13 Wo.)Latin |                                                                                  |
| 2013 | Sin Ti –                                 | Latin18 (21 Wo.)Latin |                                                                                  |
| 2014 | Chica Ideal Radio Universo               | Latin19 (20 Wo.)Latin |                                                                                  |
| 2014 | Tu Me Quemas Radio Universo              | Latin23 (20 Wo.)Latin | Erstveröffentlichung: 8. Juli 2014 feat. Gente de Zona & Los Fabulosos Cadillacs |
| 2015 | Me Voy Enamorando (Remix) Radio Universo | Latin18 (22 Wo.)Latin | Erstveröffentlichung: 10. März 2015 feat. Farruko & Arbise González              |
| 2016 | Andas en mi cabeza –                     | Latin6 ×5Diamant + Fünffachplatin · (26 Wo.)Latin                                                                                              | Erstveröffentlichung: 19. Februar 2019 feat. Daddy Yankee                        |

Weitere Singles
- 2007: Vagabundo De Amor (feat. Divina)
- 2008: Dentro De Mi (feat. Don Omar)
- 2008: Me Mata, Me Mata
- 2009: Mi Niña Bonita
- 2009: Se Apagó La Llama (feat. R.K.M. & Ken-Y)
- 2009: Lo Que No Sabes Tú (feat. El Potro Álvarez & Baroni)
- 2010: Soñando (feat. Demba)
- 2012: ¿Será que tengo la culpa? (feat. Luis Enrique)
- 2012: Bebé Bonita (feat. Jay Sean)
- 2020: Raro (feat. Nacho, Chyno Miranda, Chino & Nacho)

### Gastbeiträge
| Jahr | Titel Album   | Höchstplatzierung, Gesamtwochen, AuszeichnungChartsChartplatzierungen (Jahr, Titel, Album, Platzierungen, Wochen, Auszeichnungen, Anmerkungen) | Anmerkungen                          |
| Jahr | Titel Album   | Latin | Anmerkungen                          |
| ---- | ------------- | --- | ------------------------------------ |
| 2011 | Bla Bla Bla – | Latin36 (2 Wo.)Latin | El Potro Alvarez feat. Chino y Nacho |

## Auszeichnungen für Musikverkäufe
| Platin-Schallplatte - Brasilien - 2024: für die Single Andas en mi cabeza - 2024: für das Lied Me Voy Enamorando |

Anmerkung: Auszeichnungen in Ländern aus den Charttabellen bzw. Chartboxen sind in ebendiesen zu finden.
| Land/RegionAuszeichnungen für Musikverkäufe (Land/Region, Auszeichnungen, Verkäufe, Quellen) | Gold  | Platin     | Diamant  | Verkäufe | Quellen             |
| -------------------------------------------------------------------------------------------- | ----- | ---------- | -------- | -------- | ------------------- |
| Brasilien (PMB)                                                                              | —     | 2× Platin2 | —        | 120.000  | pro-musicabr.org.br |
| Vereinigte Staaten (RIAA)                                                                    | Gold1 | 5× Platin5 | Diamant1 | 930.000  | riaa.com            |
| Insgesamt                                                                                    | Gold1 | 7× Platin7 | Diamant1 |          |                     |